# Protagonista (singolo)
Protagonista è il terzo singolo promozionale estratto dall'album Raccontami di te di Marco Masini, scritto con Giuseppe Dati.
La versione radio del brano, per via di censure, differisce in alcune parti del testo rispetto all'originale dell'album.
Il videoclip è stato diretto da Leonardo Torrini.

## Curiosità
La versione radiofonica è stata eseguita live (ma in playback) da Masini nello studio della prima stagione (primavera 2000) di Premiata Teleditta. Particolarità di questa esibizione è il fatto che, nel mentre, Masini si filma per gran parte del tempo con una videocamera da lui retta col proprio braccio alzato davanti a sé. La performance è stata fatta precedere da una battuta di Masini («Amici... Semplici conoscenti») in risposta alla presentazione da parte della Premiata Ditta nei suoi confronti, che, introducendolo, lo definisce come uno dei loro più cari amici; le parole di Masini sono da interpretare considerando che in passato (1991) il gruppo comico aveva pesantemente ironizzato in forma di sketch sull'immagine del Masini perdente e iettatore.

## Tracce
1. Protagonista (Radio Edit) - (4:31)